# Pseudocentema angolensis
Pseudocentema angolensis är en amarantväxtart som först beskrevs av Joseph Dalton Hooker, och fick sitt nu gällande namn av Emilio Chiovenda. Pseudocentema angolensis ingår i släktet Pseudocentema och familjen amarantväxter. Inga underarter finns listade i Catalogue of Life.